# Новица Јаношевић
Новица Јаношевић (Каона, 2. март 1978) је политичар који од 15. децембра 2018. године обавља функцију  председника Националног Савета Влаха у Републици Србији.

## Детињство, младост и каријера
Од 2014. до 2018. године био је председник општине Кучево и први потпредседник Националног Савета Влаха. Од 2012. до 2014. године обављао је функцију заменика председника општине Кучево. Од 2008. до 2012. године био је члан општинског Већа задужен за развој руралних подручја. По одслужењу војног рока 1999. године за време НАТО агресије у Гардијској бригади, до 2008. године ради код приватника.

## Политичкка каријера
Од оснивања Српске напреде странке, 2008. године до данас председник је општинског одбора Српске напредне странке Кучево и један од оснивача ове политичке странке. Од 2006. до 2008. године вршио дужност председника општинског одбора Српске радикалне странке општине Кучево. Од 2001. до 2006. године био је секретар општинског одбора Српске радикалне странке у  Кучеву. Први пут се кандидује за члана Националног Савета Влаха 2010, када у Кучеву добија више од 60% гласова на листи чији је носилац био Драган Балашевић из Бољевца. Поново се кандидује за члана Националног Савета Влаха Србије 2014. године на листи Власи за Србију-Србија за Влахе, која у општини Кучево добија 90% гласова. 2018. године носилац је листе Власи за Србију, која у Србији добија 94% гласова и осваја 22. од укупно 23. мадата у Националном Савету Влаха у Републици Србији. Тада подноси оставку на место председника Општине и прихвата функцију председника Националног Савета Влаха.

## Образовање
Студирао је и дипломирао са оценом 10 Високу школу Струковних студија за пословно-индустријски менаџмент "др Радомир Бојковић" у Крушевцу. Завршио је средњу пољупривредну школу у Пожаревцу, а основну школу је похађао у Турији. 

## Радна каријера
Током целе каријере залаже се за слободу изјашњавања о сопственом идентитету и остваривање мањинских права, очување традиције, културе, обичаја и влашког језика, а посебно за економски развој крајева настањених влашком популацијом.